# Зогор
Зогор (словац. Zohor) — село, громада округу Малацки, Братиславський край, південно-західна Словаччина, регіон Загоріє. Кадастрова площа громади — 21,13 км².
Населення 3 330 осіб (станом на 31 грудня 2017 року).

## Географія
Протікають Ступавський потік і Зогорський канал.

## Історія
Зогор згадується в 1314 році.

## Населення
| Рік:            | 1994. | 2004.   | 2014.   | 2024.    |
| --------------- | ----- | ------- | ------- | -------- |
| Кількість осіб: | 2994  | 3232    | 3264    | 3774     |
| Різниця:        |       | +7,94 % | +0,99 % | +15,62 % |

| Рік:            | 2023. | 2024.   |
| --------------- | ----- | ------- |
| Кількість осіб: | 3706  | 3774    |
| Різниця:        |       | +1,83 % |